# Demet Altınyeleklioğlu
Demet Altınyeleklioğlu (Ankara, 1955. február 13. –) török író és a TRT producere. 1971-ben a TED Ankara Kolejin diplomázott.

## Könyvei

### Magyarul megjelent művei
- Hürrem, Szulejmán ágyasa; ford. Sastyin Gergő; Trivium, Bp., 2014[1]
- Hürrem, Szulejmán asszonya; ford. Sastyin Gergő; Trivium, Bp., 2015[2]
- Ibrahim és Hatidzse, 1-2.; ford. Sastyin Gergő; Trivium, Bp., 2015–2016[3][4]
- Köszem, a szultána, 1-2.; ford. Nagy Marietta; Trivium, Bp., 2016–2017[5][6]
- Mihrimah, Hürrem lánya; ford. Nagy Marietta; Trivium, Bp., 2017